# Islandia na Letnich Igrzyskach Paraolimpijskich 2008
Islandia na Letnich Igrzyskach Paraolimpijskich reprezentowało 5 zawodników.

## Kadra

### Lekkoatletyka
- Baldur Baldursson
- Jon Oddur Halldorsson

### Podnoszenie ciężarów
- Steini Solvason

### Pływanie
- Eythor Thrastarson
- Sonja Sigurdardottir